# ヒューマン (ゲーム会社)
ヒューマン株式会社（英文社名：Human Corporation）は、かつて存在した日本のゲームソフト開発会社である。労働者派遣事業などを営むヒューマングループとは関係がない。

## 概要
1983年5月に鈴木長四郎が6・7人のスタッフとともに設立。設立当時の社名はティー・アール・ワイであったと言われているが、有力な資料および文献が残っておらず、ヒューマンに社名変更した時期も正確には不明である。ファミリーコンピュータ用ゲームソフトの受託開発(任天堂、バンダイの下請け開発を主に手掛けていたが、ティー・アール・ワイ時代のクレジットは無し)などを手がけた後、1989年6月に初の自社ブランドタイトルとなる『ファイヤープロレスリング コンビネーションタッグ』をリリース。ファイヤープロレスリングシリーズおよび1990年4月に第1作が発売されたフォーメーションサッカーシリーズはヒューマンの2大看板タイトルとなった。このほか、ホラーアドベンチャーのクロックタワーシリーズ、トワイライトシンドロームシリーズなども人気を博し、スーパーファミコンで発売した『セプテントリオン』、『ザ・ファイヤーメン』、『クロックタワー』は映画やライブに見られる迫力と臨場感をイメージしたシステム「シネマティックライブ」を取り入れていた。
また、アーケードゲーム事業に関係して以下の特許を出願したほか、技術研究所では統合型3Dマルチメディアオーサリングシステム「Digital Loca（デジタル ロケ）」を開発。1999年には不動産販売会社の大京と眺望シミュレーションソフトを共同開発している。
1998年にアーケードゲーム事業から撤退した際に大幅な赤字を計上。1999年9月の「東京ゲームショウ'99秋」は出展を見合わせ、同年11月には37億900万円の負債を抱え、東京地裁八王子支部に和議を申請して事実上倒産した。ゲームソフト事業から撤退し、専門学校事業のみで経営の建て直しを図ることも検討されたが、2000年1月に再建を断念し和議を取り下げて破産した。主な人気タイトルの権利はスパイクが取得、開発スタッフはスパイクが新たに設立したヴァイル株式会社（2001年7月 スパイクに吸収合併）に移り、ファイヤープロレスリングシリーズ、トワイライトシンドロームシリーズ、爆走デコトラ伝説シリーズなどの開発を担当することとなった。

### 特許
- 性格診断ゲーム装置 - 公開番号 特開平8-84849
- 2人用ゲーム装置 - 公開番号 特開平8-84850
- 画像プリント装置 - 公開番号 特開平11-55608

### ヒューマンクリエイティブスクール
1990年に開校した、世界初と言われるゲームクリエイター養成専門学校。ヒューマンの本社所在地である吉祥寺に設立され、当初はヒューマン社員が講師を務めることも多かった。また同校は、1990年12月にバンダイと設立したベックや、1992年10月にNECホームエレクトロニクスと設立したヒューネックスにクリエイターを供給する役割も果たした。なお、卒業制作発表で優れたアイデアを持っていると認められた学生・作品は、「学生作品商品化プロジェクト」に進む機会が与えられ、同プロジェクトからは以下の作品が誕生した。
- エジプト（英語版） （発売日：1991年5月、機種：FC、ジャンル：パズル）
- ドラゴンズ・アース （1993年1月、SFC、シミュレーション）
- セプテントリオン （1993年5月、SFC、アクション）
- ザ・ファイヤーメン （1994年9月、SFC、アクション）

1999年4月には2号館が完成。また、インターネットやパソコン通信を利用した通信教育「HUMAN Multimedia Network School（HUNET）」を提供していたが、1999年にはSKY PerfecTV! にてゲームクリエイター養成講座の放送が開始された。2000年1月にヒューマンからドッドウエル ビー・エム・エスに経営権が譲渡され、ドッドウエルとパソナソフトバンクの提携に伴い同年4月1日より学校名を「パソナソフトバンク クリエイティブスクール」に変更した。この際に経営母体が株式会社アイルに移っている。2001年8月にはパソナソフトバンクのプロフェシオへの改称に伴い、校名を「プロフェシオ クリエイティブスクール」に再変更したが、入学予定者数の大幅な減少を理由に2002年度の募集を中止し、2003年3月に閉校した。

## 沿革
- 1983年5月 - 前身となるティー・アール・ワイ株式会社 設立。ヒューマン株式会社に社名変更した年月は不明。
- 1990年4月 - ヒューマンクリエイティブスクールを開校（所在地：東京都武蔵野市吉祥寺本町）。
- 1990年12月 - バンダイとの共同出資により株式会社ベックを設立。
- 1992年10月 - NECホームエレクトロニクスとの共同出資によりヒューネックス株式会社を設立。
- 1993年頃 - 吉祥寺本町から吉祥寺南町へ移転。
- 1994年1月 - HUMAN ENTERTAINMENT INC.（アメリカ現地法人）を設立（所在地：カリフォルニア州サンフランシスコ）。
- 1994年2月 - 資本金を2億7,520万円に増資。
- 1994年3月 - 札幌ビジュアルセンターを開設。
- 1994年5月 - ヒューマンコンピュータキッズスクールを開校（所在地：神奈川県川崎市高津区久本（パークシティ溝ノ口））。
- 1999年11月1日 - 和議を申請し事実上倒産。
- 2000年1月 - 和議を取り下げ破産。会社消滅。

## 作品一覧
凡例
FC - ファミリーコンピュータ
FDS - ファミリーコンピュータ ディスクシステム
PCE - PCエンジン
GB - ゲームボーイ
SFC - スーパーファミコン
MD - メガドライブ
MCD - メガCD
SS - セガサターン
PS - プレイステーション
- 謎の村雨城 （1986年4月14日、FDS、発売元：任天堂、品番：FMC-NMJ）
- プロレス （1986年10月21日、FDS、発売元：任天堂、品番：FMC-PRO）
- キン肉マン キン肉星王位争奪戦 （1987年5月1日、FDS、発売元：バンダイ、品番：BAN-KNM）
- SDガンダムワールド ガチャポン戦士 スクランブルウォーズ （1987年11月20日、FDS、発売元：バンダイ、品番：BAN-SGW）
  - SDガンダムワールド ガチャポン戦士 スクランブルウォーズ マップコレクション （1989年3月3日、FDS、発売元：バンダイ、品番：BAN-SG2）
  - SDガンダムワールド ガチャポン戦士2 カプセル戦記 （1989年6月25日、FC、発売元：新正工業、品番：SHI-2G）
- 仮面ライダーBLACK 対決シャドームーン （1988年4月15日、FDS、発売元：バンダイ、品番：BAN-BLA）
- ファイヤープロレスリングシリーズ - スパイクが権利を取得。
  - ファイヤープロレスリング コンビネーションタッグ （1989年6月22日、PCE、品番：HM89001）
  - プロレス （1990年9月14日、GB、品番：DMG-PRJ）
  - ファイヤープロレスリング2nd BOUT （1991年8月30日、PCE、品番：HM91005）
  - スーパーファイヤープロレスリング （1991年12月20日、SFC、品番：SHVC-FP）
  - サンダープロレスリング列伝 （1992年3月27日、MD、品番：T-43013）
  - ファイヤープロレスリング3 LegendBout （1992年11月13日、PCE、品番：HM92006）
  - スーパーファイヤープロレスリング2 （1992年12月25日、SFC、品番：SHVC-FF）
  - スーパーファイヤープロレスリング3 Final Bout （1993年12月29日、SFC、品番：SHVC-F3）
  - スーパーファイヤープロレスリング3 イージータイプ （1994年2月4日、SFC、品番：SHVC-3E）
  - ファイプロ女子 ALL STAR DREAMSLAM （1994年7月22日、SFC、品番：SHVC-J4）
  - スーパーファイヤープロレスリングSPECIAL （1994年12月22日、SFC、品番：SHVC-AP4J）
  - ファイプロ女子 憧夢超女大戦 全女vsJWP （1995年2月3日、PCE、品番：HMCD4008）
  - スーパーファイヤープロレスリング クイーンズスペシャル （1995年6月30日、SFC、品番：SHVC-AQQJ）
  - ファイプロ外伝 ブレイジングトルネード （1994年11月稼働、アーケード版 / 1995年8月25日、SS、品番：T-4302G）
  - スーパーファイヤープロレスリングX （1995年12月22日、SFC、品番：SHVC-AF5J）
  - ファイヤープロレスリング アイアンスラム'96 （1996年3月15日、PS、品番：SLPS-00277）
  - スーパーファイヤープロレスリングX プレミアム （1996年3月29日、SFC、品番：SHVC-AF6J）
  - ファイヤープロレスリングS シックスメン・スクランブル （1996年12月27日、SS、品番：T-4308G）
  - ファイヤープロレスリングG （1999年6月24日、PS、品番：SLPS-02065、販売本数：17.4万本[10]）
- F1トリプルバトル （1989年12月23日、PCE、品番：HM89002）
  - ファステスト・ワン （1991年6月28日、MD、品番：T-43023）
- フォーメーションサッカーシリーズ - スパイクが権利を取得。
  - フォーメーションサッカー ヒューマンカップ‘90 （1990年4月27日、PCE、品番：HM90003）
  - スーパーフォーメーションサッカー （1991年12月13日、SFC、品番：SHVC-FS）
  - スーパーフォーメーションサッカー2 （1993年6月11日、SFC、品番：SHVC-2S）
  - フォーメーションサッカー on Jリーグ （1994年1月15日、PCE、品番：HM94007）
  - スーパーフォーメーションサッカー‘94 World Cup Edition （1994年6月17日、SFC、品番：SHVC-3F）
  - スーパーフォーメーションサッカー‘94 World Cup Final Data （1994年9月22日、SFC、品番：SHVC-A3FJ）
  - Jリーグ トリメンダスサッカー‘94 （1994年12月23日、PCE、品番：HECD4017）
  - スーパーフォーメーションサッカー‘95 della セリエA （1995年3月31日、SFC、品番：SHVC-A95J）
  - フォーメーションサッカー‘95 della セリエA （1995年4月7日、PCE、品番：HMCD5009）
  - ハイパーフォーメーションサッカー （1995年10月13日、PS、品番：SLPS-00062）
  - スーパーフォーメーションサッカー‘96 （1996年3月29日、SFC、品番：SHVC-A96J）
  - フォーメーションサッカー'97 The road to France （1997年6月27日、PS、品番：SLPS-00762）
  - フォーメーションサッカー'98 ガンバレニッポン in France （1998年6月4日、PS、品番：SLPS-01419）
- バスティール （1990年12月20日、PCE、シミュレーション、品番：HMCD0001）
  - バスティール2 （1994年7月8日、PCE、品番：HMCD4007）
- ファイナルマッチテニス （1991年3月1日、PCE、HM91004）
  - スーパーファイナルマッチテニス （1994年8月12日、SFC、品番：SHVC-F9）
  - ハイパーファイナルマッチテニス （1996年3月22日、PS、品番：SLPS-00278）
- 茶々丸パニック （1991年4月19日、GB、品番：DMG-CCJ）
  - 茶々丸冒険記3 アビスの塔 （1991年8月2日、GB、品番：DMG-A3J）
- エジプト （1991年5月31日、FC、パズル、品番：HUM-E9）
- ウルトラマン （1991年12月29日、SFC、アクション、発売元：バンダイ、品番：SHVC-UM）
  - ウルトラセブン （1993年3月26日、SFC、アクション、発売元：バンダイ、品番：SHVC-U7）
- トキオ戦鬼 英雄列伝 （1992年1月10日、GB、シミュレーション、品番：DMG-TIJ）
- ヒューマンスポーツフェスティバル （1992年2月28日、PCE、品番：HMCD2002）
- ファージアスの邪皇帝 （1992年8月29日、PCE、品番：HMCD2003）
- ヒューマン・グランプリ （1992年11月20日、SFC、レースゲーム、品番：SHVC-HG）
  - ヒューマングランプリ2 （1993年12月24日、SFC、品番：SHVC-2G）
  - ヒューマングランプリ3 F1トリプルバトル （1994年9月30日、SFC、品番：SHVC-AGXJ）
  - ヒューマングランプリ4 F1ドリームバトル （1995年8月25日、SFC、品番：SHVC-AG4J）
- 宇宙戦艦ヤマト （1992年12月22日、PCE、品番：HMCD2004）
- ドラゴンズ・アース （1993年1月22日、SFC、シミュレーション、品番：SHVC-DG）
- ラプラスの魔 （1993年3月30日、PCE、品番：HMCD2005）
- セプテントリオン （1993年5月28日、SFC、品番：SHVC-TT）
  - セプテントリオン 〜Out of the Blue〜（1999年3月11日、PS、品番：SLPS-01940）
- バリ・アーム （1993年7月30日、MCD、シューティング、品番：T-43024）
- ヒューマンベースボール （1993年8月6日、SFC、品番：SHVC-HB）
- ただいま勇者募集中 （1993年11月26日、PCE、テーブルゲーム、品番：HMCD3006）
  - ただいま勇者募集中 おかわり （1994年11月25日、SFC、品番：SHVC-ATYJ）
- テコンドー （1994年6月28日、SFC、品番：SHVC-II）
- ザ・ファイヤーメン （1994年9月9日、SFC、品番：SHVC-AFMJ）
  - ザ・ファイヤーメン2 ピート & ダニー （1995年12月22日、PS、品番：SLPS-00148）
- ドリームバスケットボール ダンク＆フープ （1994年11月18日、SFC、品番：SHVC-A96J）
- わくわくスキー わんだぁシュプール （1995年1月13日、SFC、品番：SHVC-ASKJ）
- クロックタワーシリーズ - サン電子が権利を取得。
  - クロックタワー （1995年9月14日、SFC、品番：SHVC-AJEJ）
  - クロックタワー2 （1996年12月13日、PS、品番：SLPS-00657、販売本数：35.0万本[10]）
  - クロックタワー ザ・ファースト・フィアー （1997年7月17日、PS、品番：SLPS-00917）
  - クロックタワーゴーストヘッド （1998年3月12日、PS、品番：SLPS-01290）
- ユニバーサル機完全解析 パチスロシミュレーター （1995年9月29日、PS、品番：SLPS-00101）
  - パチスロ完全解析 ワイワイパルサー2/セブンティセブンA （1998年3月12日、PS、品番：SLPS-01308）
- パペットズー・ピロミィ （1996年2月16日、PS、品番：SLPS-00149）
- ロジックパズル レインボータウン （1996年2月23日、SS、品番：T-4303G / 1996年3月8日、PS、品番：SLPS-00268）
- トワイライトシンドロームシリーズ - スパイクが権利を取得。
  - トワイライトシンドローム 探索編 （1996年3月1日、PS、品番：SLPS-00102）
  - トワイライトシンドローム 究明編 （1996年7月19日、PS、品番：SLPS-00405）
  - トワイライトシンドローム スペシャル （1998年7月2日、PS、品番：SLPS-01442）
  - トワイライトシンドローム2 （未発売）[2]
- アポなしギャルズ お・り・ん・ぽ・す（1996年10月25日、PS、シミュレーション、品番：SLPS-00265 / 1996年12月20日、SS、品番：T-4306G[限定版]/T-4304G[通常版]）
- ニタックスゴールド （1997年1月17日、SS、クイズ、品番：T-4305G）
- スタンバイSay You! （1997年3月20日、SS、品番：T-4309G / 1997年4月11日、PS、品番：SLPS-00783）
- ザ・コンビニシリーズ - ハムスターが権利を取得。
  - ザ・コンビニ 〜あの町を独占せよ〜 （1997年3月20日、SS、品番：T-4310G / 1997年3月28日、PS、品番：SLPS-00782、販売本数：27.0万本[10]）
  - ザ・コンビニ2 〜全国チェーン展開だ!〜 （1997年12月18日、PS、品番：SLPS-01146、販売本数：13.2万本[10] / 1998年3月12日、SS、品番：T-4317G）
- デカ四駆 TOUGH THE TRUCK （1997年5月2日、SS、レースゲーム、品番：T-4313G / 1997年5月30日、PS、品番：SLPS-00864）
- BODY HAZARD （1997年7月3日、PS、品番：SLPS-00865）
- ムーンライトシンドローム （1997年10月9日、PS、品番：SLPS-01001）
- ブルーブレイカー 〜剣よりも微笑みを〜 （1997年11月27日、SS、品番：T-4314G）
  - ブルーブレイカー 〜笑顔の約束〜 （1997年12月25日、PS、品番：SLPS-01122）
  - ブルーブレイカーバースト 〜微笑みを貴方と〜 （1998年7月23日、PS、品番：SLPS-01469[限定版]/SLPS-01502[通常版]）
  - ブルーブレイカーバースト 〜笑顔の明日に〜 （1998年9月10日、PS、品番：SLPS-01580）
- サウンド・キューブ （1998年3月12日、PS、パズル、品番：SLPS-01309 / 1998年4月2日、SS、品番：T-4318G）
- 爆走 デコトラ伝説 〜男一匹夢街道〜 （1998年6月25日、PS、品番：SLPS-01441、販売本数：35.5万本[10]/ 40万本超[11]） - スパイクが権利を取得。
- Epica Stella （1998年7月30日、PS、シミュレーションRPG、品番：SLPS-01465）
- ザ・ドラッグストア マツモトキヨシでお買いもの！ （1998年8月6日、PS、経営シミュレーション、品番：SLPS-01516）
- 御神楽少女探偵団 （1998年9月17日、PS、品番：SLPS-01611） - ハムスターが権利を取得。
  - 続・御神楽少女探偵団 〜完結編〜 （1999年10月7日、PS、品番：SLPS-02266）
- ファーストKiss☆物語 （1998年11月26日、PS、品番：SLPS-01708）
- ザ・ファミレス 〜史上最強のメニュー〜 （1998年12月17日、PS、品番：SLPS-01763）
- シヴィライゼーション2 （1998年12月23日、PS、品番：SLPS-01735）
- ミザーナフォールズ （1998年12月23日、PS、品番：SLPS-01783）
- ぱずるまにあ （1999年2月25日、PS、品番：SLPS-01778） - ハムスターが権利を取得。
  - ぱずるまにあ2 （1999年3月25日、PS、品番：SLPS-01952）
- 猫侍 （1999年3月4日、PS、アドベンチャー、品番：SLPS-01543） - ハムスターが権利を取得。
- 全日本プロレス 〜王者の魂〜 （1999年4月8日、PS、品番：SLPS-01849） - スパイクが権利を取得。
- ルーカのぱずるで大冒険! （1999年6月11日、ゲームボーイカラー、品番：DMG-ARCJ）
- リモートコントロールダンディ （1999年7月22日、PS、品番：SLPS-02243）
- じぱんぐ島 （1999年10月7日、PS、ボードゲーム、品番：SLPS-02260） - ハムスターが権利を取得。

## 関連会社
- ヒューネックス株式会社
- 株式会社ベック
- HUMAN ENTERTAINMENT INC. （コンピュータソフトウェア開発 / アメリカ現地法人）
- リアルインターナショナル株式会社 （広告代理業務・著作権代理業務）
- ナイス エンタープライズ株式会社 （不動産仲介業務・損害保険取扱業務）

## 出身人物
- 河野一二三
- 志倉千代丸
- 須田剛一
- 細渕哲也
- 高田雅史
- 鳴沢賢一
- 米澤正弘
- 平田豊
- 増田雅人
- 吉田秀司
- 弥武芳郎（フリーのリングアナウンサー）
- 藤村卓也（喜久盛酒造 五代目蔵元）

## 出身人物が設立した会社
ザ・マンブリーズ（後のシンソフィア）
1995年に吉田秀司が中心となって設立。『バーチャル・プロレスリング』や『プリティーシリーズ』などを開発。
グラスホッパー・マニファクチュア
1998年に須田剛一が中心となって設立。『killer7』や『ノーモア★ヒーローズ』など、須田の作風が強く現れたゲームを開発する。
シャンダー
1999年に増田雅人が退職金を元手に設立。ゲームボーイアドバンス用ソフトの『キン肉マンII世 正義超人への道』や『トマトアドベンチャー』に携わる。
サンドロット
2001年に黒田志郎や本間毅寛など元『リモートコントロールダンディ』開発チームが設立。同作から派生した『ギガンティック ドライブ』や地球防衛軍シリーズを手掛ける。
ヌードメーカー
2002年に河野一二三が中心となって設立。『鉄騎』『無限航路』などを開発し、『御神楽少女探偵団』のアダルトゲーム版『新・御神楽少女探偵団』や『クロックタワー』の精神的続編『NightCry』も手掛ける。
5pb.（後のMAGES.）
2005年に志倉千代丸がサイトロン・デジタルコンテンツを経て設立。2011年にAG-ONEと合併して株式会社MAGES.となった。
サウンドプレステージ
2008年に高田雅史がグラスホッパー・マニファクチュアを経て設立。